# Aroa
Aroa – miasto w Wenezueli, w stanie Yaracuy.